# Saint-Nicodème
Saint-Nicodème é uma comuna francesa na região administrativa da Bretanha, no departamento Côtes-d'Armor. Estende-se por uma área de 17,42 km². Em 2010 a comuna tinha 172 habitantes (densidade: 9,9 hab./km²).